# Desiderius Rwoma
Desiderius Rwoma (Ilogero, Tanzânia, 8 de maio de 1947) é um ministro tanzaniano e bispo católico romano de Bukoba.
Desidério Rwoma recebeu o Sacramento da Ordem em 28 de julho de 1974.
Em 19 de abril de 1999, o Papa João Paulo II o nomeou Bispo de Singida. O Arcebispo de Dar es Salaam, Cardeal Policarpo Pengo, o consagrou em 11 de julho do mesmo ano; Os co-consagradores foram o Arcebispo de Tabora, Mario Epifanio Abdallah Mgulunde, e o Bispo Emérito de Singida, Bernard Mabula.
Em 15 de janeiro de 2013, o Papa Bento XVI o nomeou Bispo de Bukoba. Além disso, Desiderius Rwoma foi Administrador Apostólico de Singida até 28 de abril de 2015.